# جوريش كارولينا
جوريش كارولينا (بالهولندية: Jurich Carolina)‏ (15 يوليو 1998 بويلمستاد في كوراساو - ) هو لاعب كرة قدم هولندي في مركز الدفاع. لعب مع نادي آيندهوفن وJong PSV ‏.

## وصلات خارجية
- جوريش كارولينا على موقع قاعدة بيانات كرة القدم.إي يو (الإنجليزية)
- جوريش كارولينا على موقع ناشيونال فوتبول تيمز (الإنجليزية)
- جوريش كارولينا على موقع Soccerway.com (الإنجليزية)
- جوريش كارولينا على موقع عالم كرة القدم.نت (الإنجليزية)